# Рандал (Канзас)
Рандал (енгл. Randall) град је у америчкој савезној држави Канзас.

## Демографија
По попису из 2010. године број становника је 65, што је 25 (-27,8%) становника мање него 2000. године.
| Група             | 2000.      | 2010.      |
| Белци             | 89 (98,9%) | 63 (96,9%) |
| Афроамериканци    | 0 (0,0%)   | 1 (1,5%)   |
| Азијати           | 0 (0,0%)   | 0 (0,0%)   |
| Хиспаноамериканци | 1 (1,1%)   | 2 (3,1%)   |
| Укупно            | 90         | 65         |